# Докан
Докан — деревня в Индонезии, в которой до сих пор живёт одно из шести племени Батаков — племя Каро. Деревня находится недалеко от города Кабанджахе в горах северо-западнее озера Тоба в Северной Суматре. Это одна из деревень, которая лучше всего сохранила свои традиции, культуру и обычаи жизни, несмотря на влияние внешних культур и местное правительство.

## Религия
В прошлом у племени Каро была своя вера и свой уклад жизни. Но с приходом голландских колонизаторов, христианских миссионеров и в военное время японских военных оккупантов жизнь Каро изменилась. Племя долго сопротивлялось и не хотело принимать чужую веру и обычаи. Но несмотря на это сейчас некоторые из Каро исповедуют ислам и христианство. 

## Уклад жизни
Издавна деревня Докан была застроена национальными домами. Сейчас в деревне их осталось не много и с каждым годом появляются современные строения. Технология постройки национальных домов заключалась в использовании дерева, бамбука и пальмового волокна, без использования гвоздей и укрепляющих смесей. Такой дом рассчитан максимально на 12 семей. Дом строится на высоких подпорках, что защищает хозяев от наводнения после тропических дождей. Под домом жители сохраняли свои дрова или держали домашних животных. Характерным отличием национального дома является удлиненная и заостренная крыша, покрытая пальмовым волокном и украшена национальными узорами.

## Инфраструктура
Инфраструктура поселения довольна бедна - один магазин, одна мастерская, одно учреждение, выполняющее административные и медицинские функции и некоторое количество жилых домов.